# Ord (rivier)
De Ord is een rivier in de regio Kimberley in West-Australië. De rivier is 650 kilometer lang en haar stroomgebied beslaat 55.100 vierkante kilometer. De rivier voedt het op een na grootste door de mens gecreëerde meer van Australië, het Argyle-meer.

## Geschiedenis
De Miriuwung Gajerrong Aborigines leefden reeds duizenden jaren in het stroomgebied van de Ord en noemden de rivier de Goonoonoorrang. Alexander Forrest vernoemde de rivier, op 2 augustus 1879 tijdens een expeditie in de Kimberley, naar de toenmalige West-Australische gouverneur, Sir Harry St. George Ord GCMG,CB. Na Forrests positieve verslagen over de vruchtbare grond in de Ord-vallei vestigden veehouders ('pastoralisten') zich in het stroomgebied van de Ord en in de oostelijke Kimberley.

### Het Ord River-irrigatieprogramma
Reeds in het begin van de 20e eeuw opperde de West-Australische commissaris voor tropische landbouw, Adrian Despeissis, de mogelijkheid van een stuwdam in de Ord. Een periode van grote droogte tussen 1935 en 1942 deed de roep om een betere watervoorziening bij de veehouders stijgen. Pas in 1959 zou begonnen worden met de bouw van een eerste stuwdam in de Ord, de Ord River Diversion Dam. De stuwdam was klaar in 1963 en het Kununurra-meer werd gevormd, vanwaaruit middels twintig sluizen water wordt geleverd aan de omliggende vlakten. Ondertussen was niet de veehouderij maar de landbouw de belangrijkste afnemer van dit irrigatiewater. In 1967 ging de tweede fase van het project van start. Tegen 1972 was de tweede stuwdam, de Ord River (Main) Dam, afgewerkt en werd het Argyle-meer gevormd. Dit meer voedt het Kununurra-meer zodat het water daar steeds even hoog staat. In de jaren 1990 werd een waterkrachtcentrale gebouwd aan de voet van de Ord River Dam. De overloop werd zes meter verhoogd om voldoende debiet te hebben voor het functioneren van de waterkrachtcentrale tijdens de droogteperiode.

## Geografie
De Ord ontspringt aan de voet van de 983 meter hoge Mount Wells en stroomt eerst oostwaarts langs de rand van het nationaal park Purnululu. Vervolgens stroomt ze naar het noorden, door het Argyle-meer, en ten westen van Kununurra, om uit te monden in de Golf van Cambridge. De benedenloop van de Ord en de Golf van Cambridge vormen samen het meest noordelijk gelegen estuarium van West-Australië. De Golf van Cambridge gaat over in het meest zuidelijke deel van de Joseph Bonaparte-golf in het Noordelijk Territorium. Beide golven maken deel uit van de Timorzee.
In de Ord monden vijfendertig waterlopen uit :
- Cattle Creek (480m)
- Foal Creek (396m)
- Survey Creek (328m)
- Sandy Creek (317m)
- Reedy Creek (283m)
- Spring Creek (279m)
- Fletcher Creek (269m)
- Wills Creek (262m)
- Black Rock Creek (242m)
- Frank River (224m)
- Panton River (176m)
- Piccaninny Creek (172m)
- Nicholson River (167m)
- Forrest Creek (147m)
- White Mountain Creek (133m)
- Osmand Creek (129m)
- Negri River (119m)
- Red Butte Creek (109m)

- Horse Creek (106m)
- Jones Creek (101m)
- Bow River (100m)
- Pandanus Creek (98m)
- Spring Creek (95m)
- Dry Creek (92m)
- Lagoon Creek (90m)
- Dicks Creek (90m)
- Cooee Creek (87m)
- Soda Creek (87m)
- Behn River (87m)
- Stockade Creek (87m)
- Stonewall Creek (43m)
- Dunham River (30m)
- Valentine Creek (24m)
- Spring Creek (17m)
- East Arm (0m)

## Fauna en flora
Twee grote delen van het stroomgebied van de Ord vallen sinds 7 juni 1990 onder de conventie van Ramsar :
- De Argyle en Kununurra meren, 150.000 hectare, 16°20'S 128°39'E :[9]

De meren bevatten zoetwaterkrokodillen, 29 soorten trekvissen en 75 watervogels waarvan 22 internationaal migrerende. De kleine regenwulp, bosruiter, siberische strandloper, oosterse vorkstaartplevier, steltkluut, roodkopplevier, ekstergans, zwervende fluiteend, Australische witoogeend, meerkoet en de groene dwergeend zijn allemaal terug te vinden op de meren. In het water vindt men onder meer de groottandzaagvis.
- De kwelders van de Ord, 140.766 hectare, 15°31'S 128°20'E :[10]

Zestien van de achttien mangrovesoorten die in West-Australië voorkomen zijn terug te vinden in de kwelders van de Ord. Er leven 105 soorten watervogels, 16 soorten watervogels afhankelijk van het watergebied, 21 soorten bosvogels met een beperkt leefgebied, 37 soorten zoogdieren, 17 soorten vleermuizen, 87 soorten ongewervelde waterdieren en 50 vissoorten.
De Gouldamadine, harlekijndikkop en de dwergbuidelmarter zijn bedreigd. De platrugzeeschildpad, Australische goudsnip en rosse havik zijn kwetsbaar. De harlekijnduif, Australische griel, Siberische wulp en de Australische beverrat worden eveneens in het oog gehouden. De zout- en zoetwaterkrokodillen worden beschermd in de benedenloop van de Ord. Er vallen 32 migrerende watervogels onder internationale verdragen en 19 zeevogels vallen onder de EPBC-wet van 1999.